# Marina Živković
Marina Živković (Serbiska: Марина Живковић) född 19 oktober? i Belgrad, är en serbisk folksångerska.
Hon släppte sitt första album Mi smo cvet i rosa (Vi är blommor och dagg) år 1995 på ett stort skivbolag, PGP-RTS.

## Diskografi
- Mi smo cvet i rosa (1995)
- Ne idi od mene (1997)
- Lavica (1998)
- Tombola (2000)
- Marina Živković (2002)